# LvivMozArt (фестиваль)

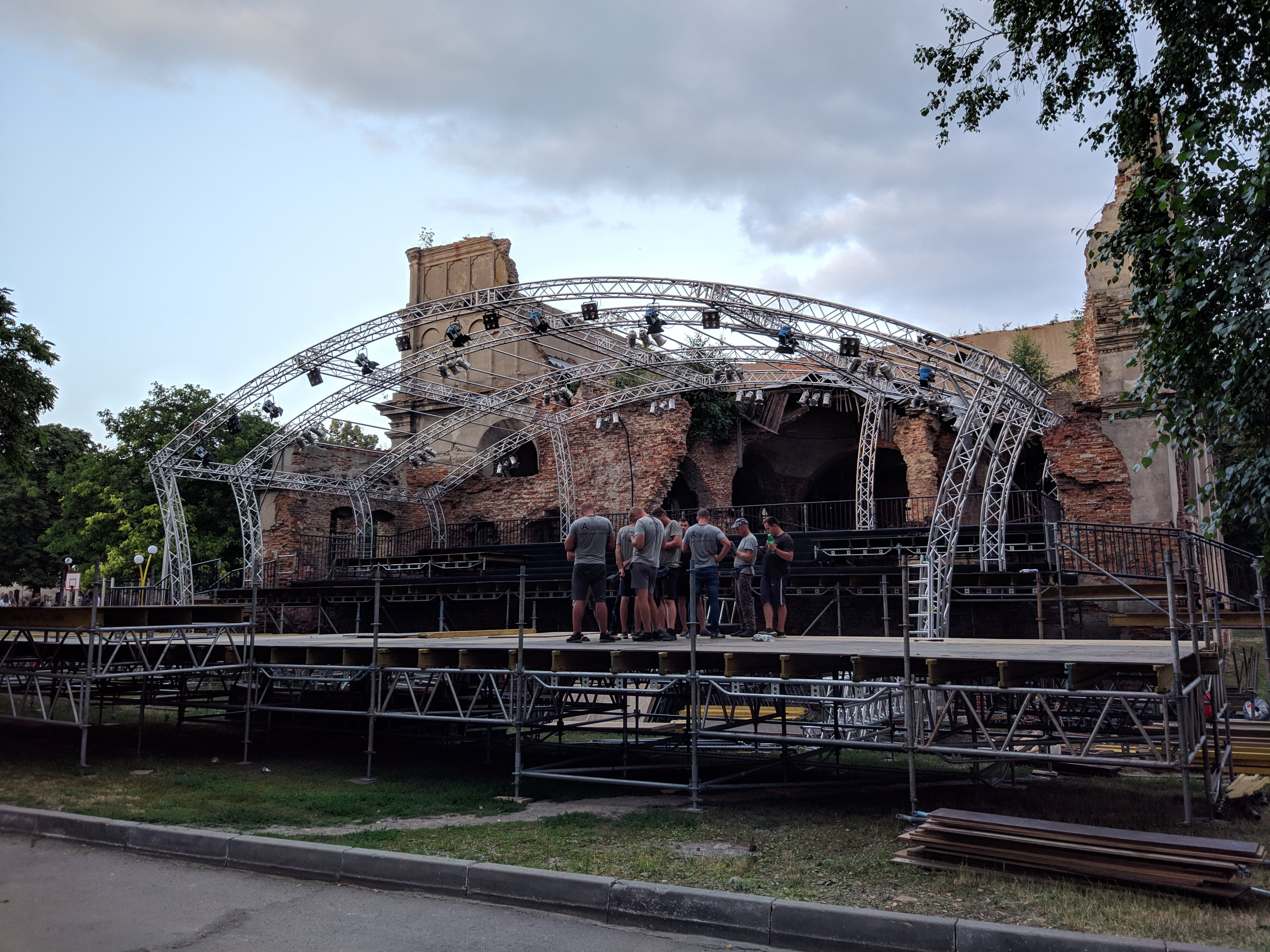
Открытая сцена фестиваля LvivMozArt в Бродах.

LvivMozArt — ежегодный международный фестиваль классической музыки, который проводится с 2017 года во Львове и Бродах, а также в их окрестностях, на Украине. Он назван в честь Франца Ксавера Моцарта, сына Вольфганга Амадея Моцарта, который жил во Львове с 1808 по 1838 год. Основная сцена — Львовский национальный академический театр оперы и балета им. С. А. Крушельницкой. Основательница фестиваля — украинский дирижёр Оксана Лынив.
LvivMozArt сочетает в себе современные академические и классические произведения в исполнении музыкантов из многих стран Европы, США и Южной Африки. В 2019 году, накануне пандемии COVID-19, его концерты посетили 9500 зрителей.

## Комментарии
1. ↑  У серпні у Львові відебудется перший масштабный фестиваль класичної музыки LvivMozArt Архивная копия от 30 июля 2018 на Wayback Machine 17 февраля 2022 г.
2. ↑  Львов, Европа и – мир. С 18 по 25 августа состоится Фестиваль LvivMozArt, посвящённый творчеству Франца Ксавера Моцарта. day.kyiv.ua (16 августа 2017). Дата обращения: 17 февраля 2022. Архивировано 18 февраля 2022 года.
3. ↑  Mozart's violin and world-famous musicians: MozArt festival kicks off in Lviv. hromadskeradio.org (14 июля 2018). Дата обращения: 17 февраля 2022. Архивировано из оригинала 31 июля 2018 года.
4. ↑  Украинская женщина-дирижёр вошла в мировую историю. Архивная копия от 17 июня 2021 на Wayback Machine Kyiv Post, 11 июня 2021 г.